# Стефан Герлах
Стефан Герлах је био лутерански теолог немачког порекла.

## Биографија
Године 1567. дипломирао је на Универзитету Тибинген. Од 1573. до 1578. био је клерик барона Давида Унгнада, амбасадора Светог римског царства на Високој порти у Цариграду. Показао је велико интересовање за положај хришћана под отоманском владавином и држао детаљне белешке постхумно штампане (1674). По повратку у Немачку постао је професор теологије у Тубингену (1586) и објавио полемичке радове уперене против калвиниста и језуита.

## Дела
- Tagebuch der vonzween Glorwurdigsten Romischen Kaysern Maximiliano und Rudolpho .... Franckfurth am Mayn, 1674
- Герлах, С. Дневник на едно пътуване до Османската порта в Цариград (прев. М. Киселинчева). С., 1976.